# Troglophilus escalerai
Troglophilus escalerai är en insektsart som beskrevs av Bolívar, I. 1899. Troglophilus escalerai ingår i släktet Troglophilus och familjen grottvårtbitare. Inga underarter finns listade i Catalogue of Life.